# Элизабет (BioShock)
Элизабет — вымышленный персонаж из компьютерной игры BioShock Infinite, действие которой разворачивается в 1912 году в парящем стимпанковском городе Колумбия, который основан на принципах американской исключительности. Элизабет воспитывали в обстановке тотального контроля, чтобы она взяла бразды правления городом в свои руки после смерти его нынешнего лидера — отца Закари Хейла Комстока. Элизабет обладает способностью открывать «разрывы» в ткани реальности; она способна видеть каждое событие во всех бесконечных временных линиях одновременно и без усилий открывать к ним двери, получая доступ к параллельным вселенным.

## Создание

### Дизайн
Для персонажа было создано множество концепт-артов, в ранних набросках пытались по-разному изобразить её личность с помощью поз и одежды, используя в качестве вдохновения «чистые, яркие и культовые» костюмы из комиксов. Стиль Элизабет различался в зависимости от её возраста, поведения, характера и внешнего вида. Художники также экспериментировали с дизайном «более отстраненной, похожей на принцессу» версии персонажа.
У Элизабет «стилизованный и гиперреалистичный внешний вид», предназначенный для того, чтобы игрок мог легко видеть движения её тела и выражение лица на расстоянии. Первоначальная внешность Элизабет в стиле Гибсоновской девушки имела нормальное лицо, стандартные пропорции черт лица и использование захвата движения для выражения её эмоций. Это было изменено на ручную анимацию и более преувеличенный вид, когда тестировщики перестали замечать её по сравнению с другими частями Infinite. Чтобы сформировать эмоциональную связь с персонажем, игроки должны были «всегда видеть, о чём она [думала]». Анимация с ручным управлением также позволяла им менять выражение лица согласно изменениям или текущим идеям, а не зацикливаться на захвате движения, снятом несколько месяцев назад. Для преувеличения вдохновение снова было взято из комиксов, а также анимационных фильмов, и художники Irrational изучали работы классических аниматоров, чтобы увидеть, как они изображают эмоции.
Другими элементами, которые необходимо было изменить, чтобы выделиться, были её силуэт, а её цветовая схема стала почти двухцветной. Левин был разочарован тем, что онлайн-сообщество в основном сосредоточилось на размере её груди, полагая, что люди должны больше интересоваться ею как личностью, а не её внешностью, и считал выразительные глаза самой важной частью её дизайна. Художники, такие как Клэр Хаммел, помогали работать над её платьем, которое должно было выглядеть «соответствующим возрасту» и подходящим для 1912 года. Её колье было опробовано во многих вариациях, прежде чем они сделали его «более простым и элегантным».
Дизайн Элизабет был изменён для Burial at Sea. В материалах пресс-релиза был продемонстрирован её новый, более зрелый дизайн, с одним кадром, снятым под разными углами, чтобы помочь косплеерам, которые хотели одеться как персонаж. Образ роковой женщины Элизабет был вдохновлен примерно семью разными людьми той эпохи, включая актрис Риту Хейворт, Лорен Бэколл и Веронику Лейк.

## Отзывы критиков
Перед выпуском игры Николь Таннер из IGN, хотя поначалу и была обескуражена её большим декольте, похвалила её реалистичную индивидуальность и идею привнести в игры более реалистичных женских персонажей. Она также чувствовала, что отношения между ней и Певчей птицей были «одними из самых сложных, которые [она] видела исследованными» в играх. При сравнении Dishonored и Infinite Кирк Гамильтон из Kotaku сравнил Элизабет и Эмили в категории «Девушка», отдав предпочтение Элизабет, сказав, что она «более безобразна, чем BioShock Infinite» и похвалив её правдоподобие. IGN в подкасте сравнили персонажа с Элли из «Последних из нас», отметив их схожие роли, но заметно отличающиеся личности.
Лукас Салливан из GamesRadar назвал её внедрение в качестве партнёра по искусственному интеллекту для управляемого игроком Букера «совершенно гениальным», а Фитч и Маккаффри заявили, что это главный аспект, который отличает Infinite от её предшественников. Патрисия Эрнандес прокомментировала, что Элизабет чувствовала себя более человечной, чем сам игрок, и её живость заставляла других персонажей казаться «мёртвыми по сравнению».